# 2013 في لبنان
فيما يلي قوائم الأحداث التي وقعت خلال عام 2013 في لبنان.

## أحداث
- 19 نوفمبر – تفجير السفارة الإيرانية في بيروت

## أفلام
من الأفلام التي صدرت هذه السنة في لبنان:
- 1 يناير – 33 يوم
- 1 يناير – قصة ثواني

## وفيات

### يوليو
- 17 يوليو – منصور عيد (مواليد 1944) كاتب لبناني.

### أكتوبر
- 11 أكتوبر – وديع الصافي (مواليد 1921) موسيقار ومغني وعازف عود لبناني.